# الانتخابات الرئاسية الروسية 2004
الانتخابات الرئاسية الروسية 2004 هي الانتخابات الرئاسية الروسية جرت في 14 مارس 2004، في روسيا، لانتخاب رئيس روسيا.
فاز بالانتخابات فلاديمير بوتين، وحصل على 49,558,328 صوتاً، وقد بلغت عدد الإصوات المشاركة في الانتخابات 69,501,326 صوتاً.

## المرشحين
| المرشح              | الحزب | عدد الأصوات | عدد المقاعد |
| ------------------- | ----- | ----------- | ----------- |
| فلاديمير بوتين      |       | 49,558,328  |             |
| Nikolay Kharitonov ‏ |       | 9,514,554   |             |
| Sergey Glazyev ‏     |       | 2,850,610   |             |
| إيرينا هاكامادا     |       | 2,672,189   |             |
| Oleg Malyshkin ‏     |       | 1,405,326   |             |
| سيرغي ميرونوف       |       | 524,332     |             |